# Block Island

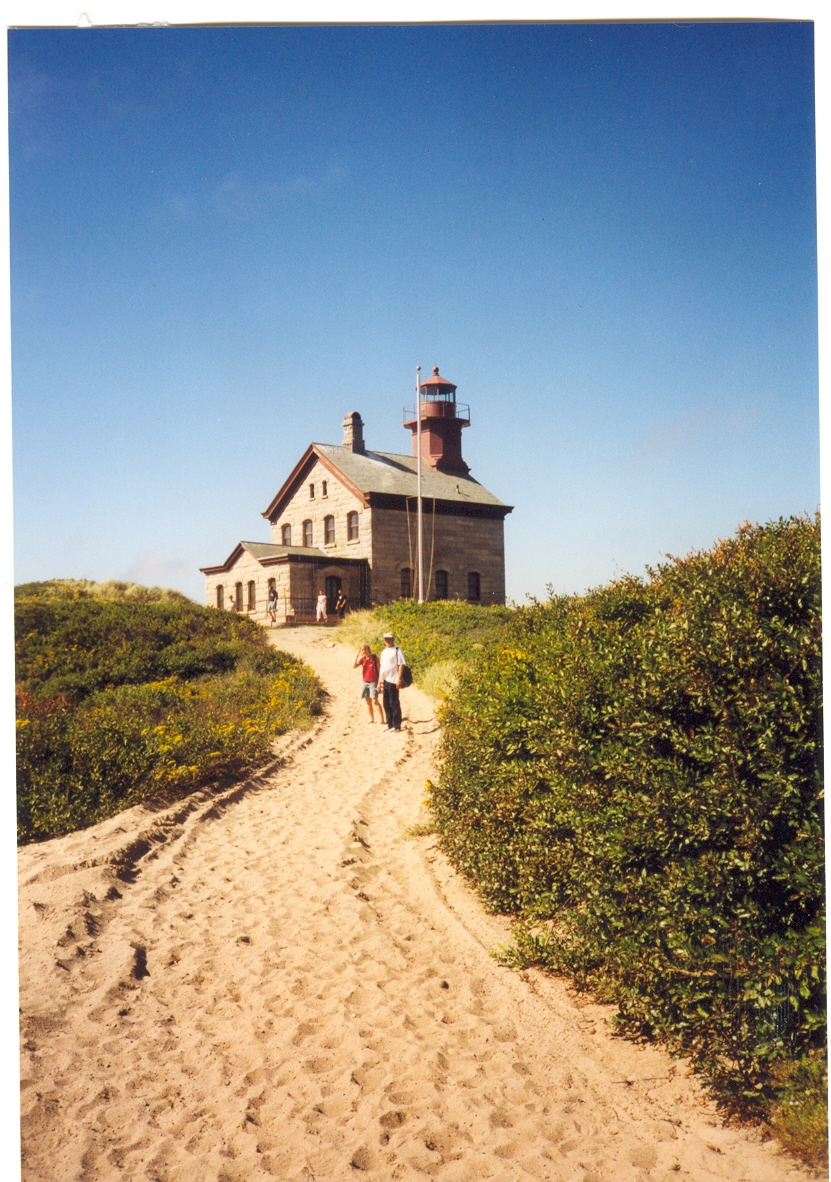
De vuurtoren gelegen aan de noordkant van Block Island

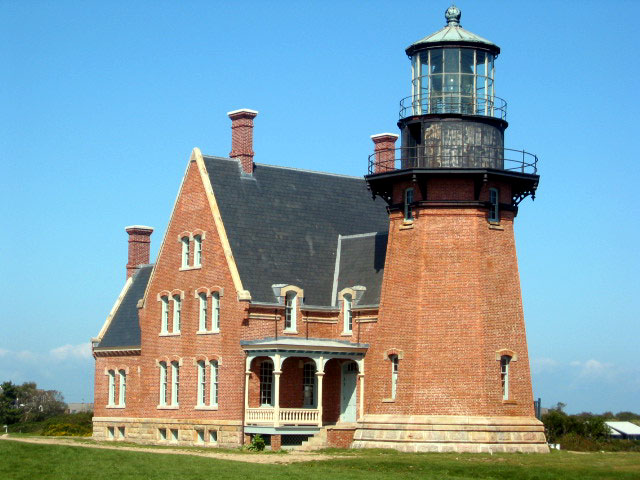
De vuurtoren aan de zuidzijde van Block Island

Block Island is een eiland in de Narragansett Bay. Het eiland is een overblijfsel uit de ijstijd en ligt ongeveer 19 km uit de kust van Rhode Island, waar het deel van uitmaakt en waarvan het gescheiden wordt door Block Island Sound.

## Geschiedenis
In 1524 werd het waargenomen door Giovanni da Verrazzano. In 1614 werd het eiland in kaart gebracht door de Nederlandse ontdekkingsreiziger Adriaen Block naar wie het eiland is vernoemd. Tijdens de eerste aankomst van de Europeanen werd het eiland bewoond door een tak van de Narragansett indianen, die het eiland "Manisses" noemden.
De Engelse kolonisten arriveerden voor het eerst in 1661. Destijds maakte het eiland deel uit van de Massachusetts Bay Colony. Het eiland werd een deel van de staat Rhode Island in 1672. Een Nederlandse kaart uit 1685 vermeldt duidelijk Block Island als Adriaen Blocks Eylant.

## Toerisme
Het enige dorp op het eiland is New Shoreham. Het eiland is een populaire bestemming bij de zomertoerist en staat bekend om zijn uitstekende fietsmogelijkheden. Op het eiland zijn twee historische vuurtorens aanwezig; Block Island North Light, gelegen op het noordelijke uiteinde van het eiland (dat in 1829 werd gebouwd, de huidige vuurtoren stamt uit 1868) en Block Island Southeast Light, dat is gelegen aan de zuidoostkant van het eiland (de vuurtoren werd gebouwd in 1875).
Het merendeel van noordwestelijke deel van het eiland is een onontwikkeld natuurgebied en een rustplaats voor vogels langs de Atlantische trekroute. Het eiland is het gehele jaar middels een veerdienst verbonden met Point Judith. Gedurende de zomer maanden zijn er ook veerdiensten naar New London (Connecticut), Montauk en Newport (Rhode Island).
Bovendien is gedurende de zomermaanden het eiland o.a. gastheer van Block Island Race Week, een zeilrace-evenement. De kapiteins en de bemanning van de zeilschepen komen uit in diverse klassen in een zeilrace rondom het eiland. Andere populaire evenementen zijn Fourth Of July-feest en -parade. Tijdens deze periode kan de bevolking op het eiland verdrievoudigen boven op de normale vakantiemenigte gedurende de zomermaanden.

### Stranden
Crescent BeachDit strand kan vanaf de veerdienst uit Point Judith worden bekeken. Het bevat drie kleinere stranden, Fred Benson Town Beach (nog steeds algemeen bekend als "State Beach" wegens zijn vroegere status), Scots Beach en Mansion Beach. Alle drie de stranden zijn veilig om te zwemmen.
Het State BeachHet enige strand op het eiland met strandwachten en een strandpaviljoen. Voor kleinere kinderen is "Surf Beach" of het "Baby Beach", dat bij het Surf Hotel begint meer geschikt wegens het rustige water voor kleinere kinderen.
Black RockHet strand staat bekend als het naaktstrand van het eiland en ook als de beste locatie om te surfen. Het water kan een beetje ruwer zijn dan Crescent Beach. Het strand kan ook zeer rotsachtig zijn en wordt niet aanbevolen voor kleine kinderen.
Terwijl aan de meeste stranden op het eiland veilig kan worden gezwommen, zijn de stranden rondom Point North niet veilig aangezien het water er een sterke onderstroom heeft.

## Windpark
Voor de kust van het eiland wordt het eerste offshore windpark van de Verenigde Staten gebouwd. Block Island Wind Farm komt op ongeveer vijf kilometer ten zuidoosten van Block Island. Het zal bestaan uit vijf windturbines met elk een vermogen van 6 megawatt en moet eind 2016 klaar zijn voor productie. Eenmaal gereed wordt een productie van 125.000 MWh verwacht en dit is voldoende om 17.200 huishoudens van elektriciteit te voorzien. Het is een project van Deepwater Wind, een Amerikaanse ontwikkelaar van offshore windparken, en de totale investering wordt geraamd op US$ 290 miljoen.